# Morro da Saúde
Morro da Saúde är en kulle i Brasilien.   Den ligger i kommunen Rio de Janeiro och delstaten Rio de Janeiro, i den sydöstra delen av landet, 900 km sydost om huvudstaden Brasília. Toppen på Morro da Saúde är 9 meter över havet.
Terrängen runt Morro da Saúde är platt åt nordost, men åt sydväst är den kuperad. Havet är nära Morro da Saúde åt nordost.Trakten är tätbefolkad. Närmaste större samhälle är Rio de Janeiro, 1,8 km sydväst om Morro da Saúde. 
Runt Morro da Saúde är det i huvudsak tätbebyggt.